# 莱奥伯斯多夫
莱奥伯斯多夫是奥地利下奥地利州巴登县的一个市镇。总面积12.34平方公里，总人口4402人，人口密度356.7人/平方公里（2005年）。